# O Chun-bok
O Chun-bok (Hangul: 오춘복) es una política norcoreana. Se desempeña desde 2019 como ministra de Salud en el Gabinete de Corea del Norte hasta 2021 y como candidata a miembro del Comité Central del Partido de los Trabajadores de Corea.

## Biografía
En 2019 fue nombrada ministra de Salud en el Gabinete presidido por el Primer Ministro de Corea del Norte, Kim Jae-ryong, y fue elegida candidata del Comité Central del Partido de los Trabajadores de Corea en el IV Pleno del VII Comité Central. del VII Congreso del Partido de los Trabajadores de Corea en abril de 2019.